# ناحیه کریستال، شهرستان مونتکلم، میشیگان
ناحیه کریستال (به انگلیسی: Crystal Township) یک منطقهٔ مسکونی در ایالات متحده آمریکا است که در شهرستان مونتکالم، میشیگان واقع شده‌است.
 ناحیه کریستال ۹۲٫۸ کیلومتر مربع مساحت و ۲٬۸۲۴ نفر جمعیت دارد و ۲۴۰ متر بالاتر از سطح دریا واقع شده‌است.